# William H. Hammett
William Henry Hammett (* 25. März 1799 in Don Manway, County Cork, Irland; † 9. Juli 1861 im Washington County, Mississippi) war ein US-amerikanischer Politiker. Zwischen 1843 und 1845 vertrat er den Bundesstaat Mississippi im US-Repräsentantenhaus.

## Werdegang
William Hammett wurde in Irland geboren und wanderte in die Vereinigten Staaten aus. Dort ließ er sich im Staat Virginia nieder. Nach einem Theologiestudium wurde er zwischen 1832 und 1834 Kaplan der University of Virginia in Charlottesville. Die gleiche Funktion übte er im Abgeordnetenhaus von Virginia aus.
Später zog Hammett nach Princeton im Staat Mississippi. Er wurde Mitglied der Demokratischen Partei, als deren Kandidat er 1842 in das US-Repräsentantenhaus in Washington, D.C. gewählt wurde. Zu diesem Zeitpunkt hatte der Staat Mississippi erstmals vier Sitze im Kongress, die alle staatsweit gewählt wurden. Erst ab den nächsten Wahlen wurden Wahlbezirke eingerichtet. Zeitgleich mit Hammett wurden Jacob Thompson, Robert W. Roberts und Tilghman Tucker in den Kongress gewählt.
Zwischen dem 4. März 1843 und dem 3. März 1845 absolvierte William Hammett nur eine Legislaturperiode im Kongress. Danach zog er sich wieder aus der Politik zurück.